# Constituição Francesa de 1848

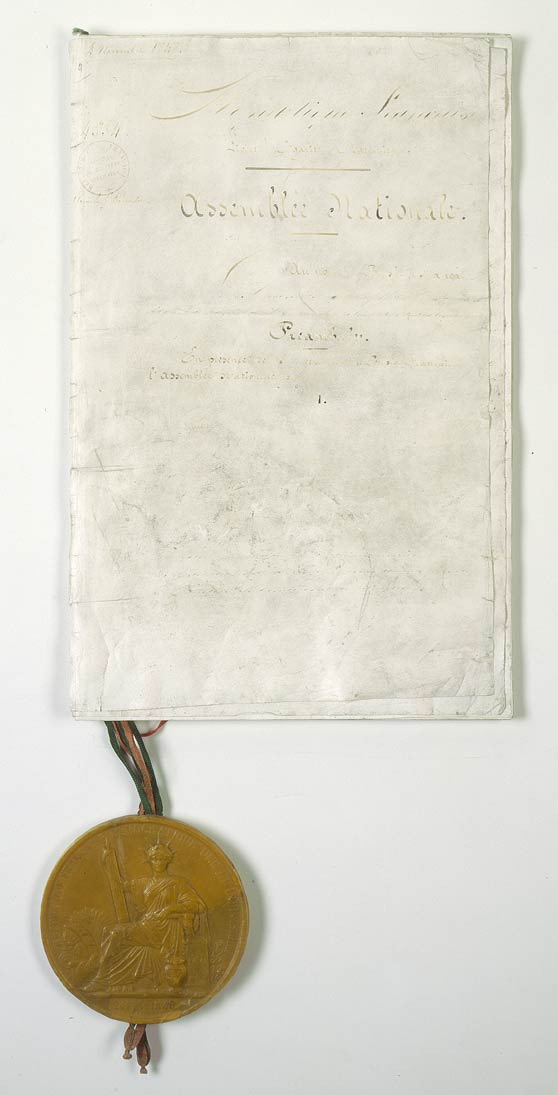
Original da Constituição Francesa de 1848.

A Constituição Francesa de 1848 foi a constituição responsável por organizar a efêmera Segunda República Francesa. Foi aprovada pela Assembleia Nacional em 4 de novembro de 1848, sendo resultado direto da Revolução Francesa de 1848.

## Contexto
Em fevereiro de 1848, parisienses descontentes com a situação econômica da França e com o crescente conservadorismo da "Monarquia de Julho" revoltaram-se e depuseram o rei Luís Filipe I. Após o processo revolucionário, houve um momento de hesitação a respeito da natureza do novo regime. Antigos legitimistas aguardavam o retorno dos Bourbon ao trono francês, enquanto orleanistas opositores buscavam um sucessor ao rei deposto na própria casa de Orléans. Por fim, a república foi proclamada, embora os próprios republicanos estivessem divididos entre aqueles que apoiavam uma república liberal e aqueles que buscavam uma república democrática. Nesse contexto de incertezas políticas, foi redigida uma nova constituição, no mesmo ano de 1848, refletindo o ambiente polarizado e dividido da França da época. Um de seus redatores mais notórios foi o pensador e escritor Alexis de Tocqueville.
O novo documento duraria apenas 4 anos, sendo anulado após o golpe de Estado levado a cabo pelo então presidente da República, Luís Bonaparte, sobrinho de Napoleão Bonaparte, sendo substituído pela Constituição de 1852.

## Princípios
A nova constituição proclamava seus princípios fundamentais “na presença de Deus e em nome do povo francês”. O preâmbulo incluiu uma declaração de direitos e deveres semelhante às escritas durante a Revolução Francesa (1789-1799). Seus princípios fundamentais eram "Liberdade, Igualdade, Fraternidade" (Liberté, Égalité, Fraternité), ao lado de "Família, Trabalho, Propriedade, Ordem Pública", mesclando o clássico vocabulário republicano ao conservadorismo. O novo documento não continha qualquer referência, por exemplo, ao direito à assistência social, mantendo-se distante dos ideais emancipatórios do processo revolucionário de 1848.
A constituição restabeleceu o sufrágio universal, princípio criado pela antiga Constituição do Ano I (1793) e abolido posteriormente. Contudo, a separação entre Igreja e Estado, consagrada pela antiga Constituição do Ano III (1795) e abolida pela Concordata de 1801, foi descartada pela nova República, da mesma forma que medidas consideradas "socialistas", como o imposto progressivo e o direito ao trabalho, foram rejeitadas.  A escravidão colonial, abolida pela Revolução Francesa e restaurada por Napoleão Bonaparte, foi definitivamente suprimida.

## Poderes
O Poder Legislativo foi o primeiro a ser organizado. O povo soberano delegava o seu poder legislativo a uma única assembleia, retornando, assim, ao unicameralismo da Primeira República Francesa. A Assembleia Nacional era composta por 750 membros maiores de 25 anos, eleitos por sufrágio universal masculino (a partir dos 21 anos) através de uma votação em lista. A Assembleia seria totalmente renovada a cada três anos e não poderia ser dissolvida. As leis eram de sua iniciativa e o presidente não poderia vetar uma lei aprovada; ele poderia, no entanto, solicitar uma nova deliberação. O Poder Legislativo também era o responsável por declarar guerras e ratificar tratados.
O Poder Executivo, por sua vez, foi confiado a um Presidente da República, eleito por sufrágio universal para um mandato de 4 anos, em uma clara alusão ao modelo presidencialista dos Estados Unidos, ainda que proibisse a reeleição. Contudo, apesar da minuciosa separação de poderes esperada pelos redatores, a Constituição de 1848 foi considerada um documento "desbalanceado", pois dava muitos poderes ao Legislativo, ao mesmo tempo que colocava toda a legitimidade do poder no Executivo, cujo chefe também era o chefe de Estado da nova República.